# 33 pr. n. št.
33 pr. n. št. je bilo po julijanskem koledarju navadno leto, ki se je začelo na soboto, nedeljo ali ponedeljek, ali pa prestopno leto, ki se je začelo na nedeljo (različni viri navajajo različne podatke). Po proleptičnem julijanskem koledarju je bilo prestopno leto, ki se je začelo na soboto.
V rimskem svetu je bilo znano kot leto sokonzulstva Oktavijana in Tula, pa tudi kot leto 721 ab urbe condita.
Oznaka 33 pr. Kr. oz. 33 AC (Ante Christum, »pred Kristusom«), zdaj posodobljeno v 33 pr. n. št., se uporablja od srednjega veka, ko se je uveljavilo številčenje po sistemu Anno Domini.

## Dogodki
- ukinjen drugi rimski triumvirat (Mark Antonij, Lepid, Oktavijan), ustanovljen leta 43 pr. n. št.